# Black Milk (rapper)
Black Milk, pseudonimo di Curtis Cross (Detroit, 14 agosto 1983), è un rapper e produttore discografico statunitense.

## Discografia
Album solista
- 2005 - Sound of the City
- 2007 - Popular Demand
- 2008 - Tronic
- 2010 - Album of the Year
- 2013 - No Poison No Paradise
- 2014 - If There's a Hell Below

Album collaborativi
- 2004 - Dirty District Vol. 2 (con Young RJ come B.R. Gunna)
- 2008 - Caltrot (con Bishop Lamont)
- 2008 - The Set Up (con Fat Ray)
- 2008 - The Preface (con Elzhi)
- 2011 - Random Axe (con Sean Price e Guilty Simpson come Random Axe)
- 2011 - Black and Brown! (con Danny Brown)

EP
- 2006 - Broken Wax